# 21e étape du Tour d'Italie 2016
Pour un article plus général, voir Tour d'Italie 2016.
La 21e étape du Tour d'Italie 2016 se déroule le dimanche 29 mai 2016, entre Coni et Turin sur une distance de 163 km.

## Parcours
Le parcours est plat. Il ne comprend aucune côte.
C'est une étape promise pour les sprinteurs

## Résultats

### Classement de l'étape
| Classement de l'étape | Classement de l'étape | Classement de l'étape | Classement de l'étape | Classement de l'étape |
|                       | Coureur               | Pays                  | Équipe                | Temps                 |
| --------------------- | --------------------- | --------------------- | --------------------- | --------------------- |
| 1er                   | Nikias Arndt          | Allemagne             | Giant-Alpecin         | en 3 h 48 min 18 s    |
| 2e                    | Matteo Trentin        | Italie                | Etixx-Quick Step      | m.t                   |
| 3e                    | Sacha Modolo          | Italie                | Lampre-Merida         | m.t                   |
| 4e                    | Alexander Porsev      | Russie                | Katusha               | m.t                   |
| 5e                    | Sean De Bie           | Belgique              | Lotto-Soudal          | m.t                   |
| 6e                    | Ivan Savitskiy        | Russie                | Gazprom-RusVelo       | m.t                   |
| 7e                    | Rick Zabel            | Allemagne             | BMC Racing            | m.t                   |
| 8e                    | Eduard-Michael Grosu  | Roumanie              | Nippo-Vini Fantini    | m.t                   |
| 9e                    | Jay McCarthy          | Australie             | Tinkoff               | m.t                   |
| 10e                   | Alberto Bettiol       | Italie                | Cannondale            | m.t                   |
| modifier              |                       |                       |                       |                       |

### Points attribués
|   | Cycliste        | Nat            | Équipe                     | Pts | Bonif |
| - | --------------- | -------------- | -------------------------- | --- | ----- |
| 1 | Giacomo Nizzolo | Italie         | Trek-Segafredo             | 20  | 3 s   |
| 2 | Sacha Modolo    | Italie         | Lampre-Merida              | 12  | 2 s   |
| 3 | Matteo Trentin  | Italie         | Etixx-Quick Step           | 8   | 1 s   |
| 4 | Daniel Oss      | Italie         | BMC Racing                 | 6   |       |
| 5 | Diego Ulissi    | Italie         | Lampre-Merida              | 4   |       |
| 6 | Eduard-M Grosu  | Roumanie       | Nippo-Vini Fantini         | 3   |       |
| 7 | Eugert Zhupa    | Albanie        | Wilier Triestina-Southeast | 2   |       |
| 8 | Songezo Jim     | Afrique du Sud | Dimension Data             | 1   |       |

|   | Cycliste           | Nat        | Équipe           | Pts | Bonif |
| - | ------------------ | ---------- | ---------------- | --- | ----- |
| 1 | Maarten Tjallingii | Pays-Bas   | Lotto NL-Jumbo   | 20  | 3 s   |
| 2 | Jos van Emden      | Pays-Bas   | Lotto NL-Jumbo   | 12  | 2 s   |
| 3 | Gianluca Brambilla | Italie     | Etixx-Quick Step | 8   | 1 s   |
| 4 | Tim Wellens        | Allemagne  | Lotto-Soudal     | 6   |       |
| 5 | Manuele Boaro      | Italie     | Tinkoff          | 4   |       |
| 6 | Marco Coledan      | Italie     | Trek-Segafredo   | 3   |       |
| 7 | Manuele Mori       | Italie     | Lampre-Merida    | 2   |       |
| 8 | Laurent Didier     | Luxembourg | Trek-Segafredo   | 1   |       |

| - Sprint final de Turin (km 163) \| \| Cycliste \| Nat \| Équipe \| Points \| Bonif \| \| -- \| -------------------- \| -------------- \| -------------------------- \| ------ \| ----- \| \| 1 \| Nikias Arndt \| Allemagne \| Giant-Alpecin \| 50 \| 10 s \| \| 2 \| Matteo Trentin \| Italie \| Etixx-Quick Step \| 35 \| 6 s \| \| 3 \| Sacha Modolo \| Italie \| Lampre-Merida \| 25 \| 4 s \| \| 4 \| Alexander Porsev \| Russie \| Katusha \| 18 \| \| \| 5 \| Sean De Bie \| Belgique \| Lotto-Soudal \| 14 \| \| \| 6 \| Ivan Savitskiy \| Russie \| Gazprom-RusVelo \| 12 \| \| \| 7 \| Rick Zabel \| Allemagne \| BMC Racing \| 10 \| \| \| 8 \| Eduard-Michael Grosu \| Roumanie \| Nippo-Vini Fantini \| 8 \| \| \| 9 \| Jay McCarthy \| Australie \| Tinkoff \| 7 \| \| \| 10 \| Alberto Bettiol \| Italie \| Cannondale \| 6 \| \| \| 11 \| Matteo Busato \| Italie \| Wilier Triestina-Southeast \| 5 \| \| \| 12 \| Giacomo Nizzolo \| Italie \| Trek-Segafredo \| 4 \| \| \| 13 \| Bob Jungels \| Luxembourg \| Etixx-Quick Step \| 3 \| \| \| 14 \| Arnaud Courteille \| France \| FDJ \| 2 \| \| \| 15 \| Jacobus Venter \| Afrique du Sud \| Dimension Data \| 1 \| \| |                      |                |                            |        |       |
| | Cycliste             | Nat            | Équipe                     | Points | Bonif |
| 1 | Nikias Arndt         | Allemagne      | Giant-Alpecin              | 50     | 10 s  |
| 2 | Matteo Trentin       | Italie         | Etixx-Quick Step           | 35     | 6 s   |
| 3 | Sacha Modolo         | Italie         | Lampre-Merida              | 25     | 4 s   |
| 4 | Alexander Porsev     | Russie         | Katusha                    | 18     |       |
| 5 | Sean De Bie          | Belgique       | Lotto-Soudal               | 14     |       |
| 6 | Ivan Savitskiy       | Russie         | Gazprom-RusVelo            | 12     |       |
| 7 | Rick Zabel           | Allemagne      | BMC Racing                 | 10     |       |
| 8 | Eduard-Michael Grosu | Roumanie       | Nippo-Vini Fantini         | 8      |       |
| 9 | Jay McCarthy         | Australie      | Tinkoff                    | 7      |       |
| 10 | Alberto Bettiol      | Italie         | Cannondale                 | 6      |       |
| 11 | Matteo Busato        | Italie         | Wilier Triestina-Southeast | 5      |       |
| 12 | Giacomo Nizzolo      | Italie         | Trek-Segafredo             | 4      |       |
| 13 | Bob Jungels          | Luxembourg     | Etixx-Quick Step           | 3      |       |
| 14 | Arnaud Courteille    | France         | FDJ                        | 2      |       |
| 15 | Jacobus Venter       | Afrique du Sud | Dimension Data             | 1      |       |

### Classement au temps par équipes
| Classement par équipes au temps | Classement par équipes au temps | Classement par équipes au temps | Classement par équipes au temps |
|                                 | Équipe                          | Pays                            | Temps                           |
| ------------------------------- | ------------------------------- | ------------------------------- | ------------------------------- |
| 1re                             | Astana                          | Kazakhstan                      | en 3 h 48 min 18 s              |
| 2e                              | Katusha                         | Russie                          | + 0 min 0 s                     |
| 3e                              | FDJ                             | France                          | + 0 min 0 s                     |
| modifier                        |                                 |                                 |                                 |

### Classement aux points par équipes
| Classement par équipes aux points | Classement par équipes aux points | Classement par équipes aux points | Classement par équipes aux points | Classement par équipes aux points |
|                                   | Équipes                           | Pays                              |                                   | Point(s)                          |
| --------------------------------- | --------------------------------- | --------------------------------- | --------------------------------- | --------------------------------- |
| 1re                               | Etixx-Quick Step                  | Belgique                          |                                   | 51                                |
| 2e                                | Giant-Alpecin                     | Allemagne                         |                                   | 50                                |
| 3e                                | Lampre-Merida                     | Italie                            |                                   | 37                                |
| modifier                          |                                   |                                   |                                   |                                   |

## Classements à l'issue de l'étape

### Classement général
| Classement général | Classement général | Classement général | Classement général | Classement général  |
|                    | Coureur            | Pays               | Équipe             | Temps               |
| ------------------ | ------------------ | ------------------ | ------------------ | ------------------- |
| 1er                | Vincenzo Nibali    | Italie             | Astana             | en 86 h 32 min 49 s |
| 2e                 | Esteban Chaves     | Colombie           | Orica-GreenEDGE    | + 52 s              |
| 3e                 | Alejandro Valverde | Espagne            | Movistar           | + 1 min 17 s        |
| 4e                 | Steven Kruijswijk  | Pays-Bas           | Lotto NL-Jumbo     | + 1 min 50 s        |
| 5e                 | Rafal Majka        | Pologne            | Tinkoff            | + 4 min 37 s        |
| 6e                 | Bob Jungels        | Luxembourg         | Etixx-Quick Step   | + 8 min 31 s        |
| 7e                 | Rigoberto Uran     | Colombie           | Cannondale         | + 11 min 47 s       |
| 8e                 | Andrey Amador      | Costa Rica         | Movistar           | + 13 min 21 s       |
| 9e                 | Darwin Atapuma     | Colombie           | BMC Racing         | + 14 min 9 s        |
| 10e                | Kanstantin Siutsou | Biélorussie        | Dimension Data     | + 16 min 20 s       |
| modifier           |                    |                    |                    |                     |

### Classement du meilleur jeune
| Classement du meilleur jeune | Classement du meilleur jeune | Classement du meilleur jeune | Classement du meilleur jeune | Classement du meilleur jeune |
|                              | Coureur                      | Pays                         | Équipe                       | Temps                        |
| ---------------------------- | ---------------------------- | ---------------------------- | ---------------------------- | ---------------------------- |
| 1er                          | Bob Jungels                  | Luxembourg                   | Etixx-Quick Step             | en 86 h 41 min 20 s          |
| 2e                           | Sebastián Henao              | Colombie                     | Sky                          | + 29 min 38 s                |
| 3e                           | Valerio Conti                | Italie                       | Lampre-Merida                | + 1 h 10 min 7 s             |
| 4e                           | Davide Formolo               | Italie                       | Cannondale                   | + 1 h 18 min 48 s            |
| 5e                           | Joe Dombrowski               | États-Unis                   | Cannondale                   | + 1 h 24 min 25 s            |
| modifier                     |                              |                              |                              |                              |

### Classement aux points
| Classement par points | Classement par points | Classement par points | Classement par points | Classement par points |
| --------------------- | --------------------- | --------------------- | --------------------- | --------------------- |
|                       | Coureur               | Pays                  | Équipe                | Point(s)              |
| 1er                   | Giacomo Nizzolo       | Italie                | Trek-Segafredo        | 209 points            |
| 2e                    | Matteo Trentin        | Italie                | Etixx-Quick Step      | 184 pts               |
| 3e                    | Sacha Modolo          | Italie                | Lampre-Merida         | 163 pts               |
| 4e                    | Diego Ulissi          | Italie                | Lampre-Merida         | 156 pts               |
| 5e                    | Daniel Oss            | Italie                | BMC Racing            | 133 pts               |
| modifier              |                       |                       |                       |                       |

### Classement du meilleur grimpeur
| Classement du meilleur grimpeur | Classement du meilleur grimpeur | Classement du meilleur grimpeur | Classement du meilleur grimpeur | Classement du meilleur grimpeur |
| ------------------------------- | ------------------------------- | ------------------------------- | ------------------------------- | ------------------------------- |
|                                 | Coureur                         | Pays                            | Équipe                          | Point(s)                        |
| 1er                             | Mikel Nieve                     | Espagne                         | Sky                             | 152 points                      |
| 2e                              | Damiano Cunego                  | Italie                          | Nippo-Vini Fantini              | 134 pts                         |
| 3e                              | Darwin Atapuma                  | Colombie                        | BMC Racing                      | 118 pts                         |
| 4e                              | Stefan Denifl                   | Autriche                        | IAM                             | 109 pts                         |
| 5e                              | Giovanni Visconti               | Italie                          | Movistar                        | 77 pts                          |
| modifier                        |                                 |                                 |                                 |                                 |

### Classements par équipes

#### Classement au temps
| Classement par équipes au temps | Classement par équipes au temps | Classement par équipes au temps | Classement par équipes au temps |
|                                 | Équipe                          | Pays                            | Temps                           |
| ------------------------------- | ------------------------------- | ------------------------------- | ------------------------------- |
| 1re                             | Astana                          | Kazakhstan                      | en 260 h 2 min 35 s             |
| 2e                              | Cannondale                      | États-Unis                      | + 6 min 57 s                    |
| 3e                              | Movistar                        | Espagne                         | + 21 min 0 s                    |
| modifier                        |                                 |                                 |                                 |

#### Classement aux points
| Classement par équipes aux points | Classement par équipes aux points | Classement par équipes aux points | Classement par équipes aux points | Classement par équipes aux points |
|                                   | Équipes                           | Pays                              |                                   | Point(s)                          |
| --------------------------------- | --------------------------------- | --------------------------------- | --------------------------------- | --------------------------------- |
| 1re                               | Etixx-Quick Step                  | Belgique                          |                                   | 506                               |
| 2e                                | Lotto NL-Jumbo                    | Pays-Bas                          |                                   | 397                               |
| 3e                                | Lampre-Merida                     | Italie                            |                                   | 361                               |
| modifier                          |                                   |                                   |                                   |                                   |

### Abandons
- 112 -  Lars Bak (Lotto-Soudal) : abandon